# Cantalejo
Cantalejo (Gacería: Vilorio Sierte) és un municipi de la província de Segòvia, a la comunitat autònoma de Castella i Lleó.

## Demografia
| 1991 | 1996 | 2001 | 2004 | 2007 |
| ---- | ---- | ---- | ---- | ---- |
| 3453 | 3521 | 3462 | 3622 | 3764 |